# Ferrovie in Liechtenstein
Le ferrovie in Liechtenstein sono gestite dalle Österreichische Bundesbahnen, società austriaca (un'eccezione visto che il principato coopera di più con la vicina Svizzera, come per esempio per la moneta e per la dogana).
Il sistema ferroviario consiste in una linea elettrificata (15 kV) a scartamento normale di 9,5 km che collega la Svizzera (Buchs) all'Austria (Feldkirch).

## Elenco stazioni

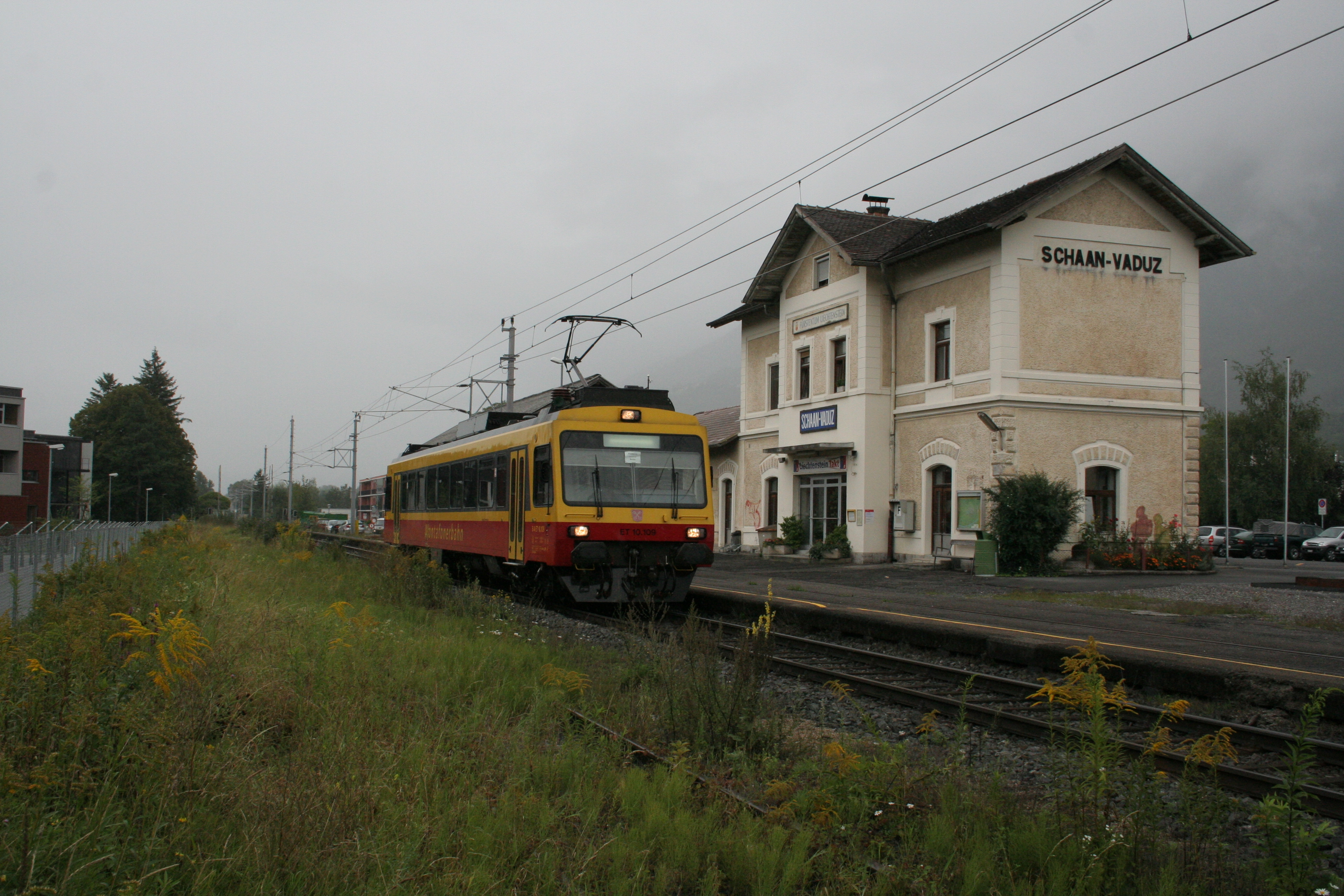
Stazione di Schaan-Vaduz

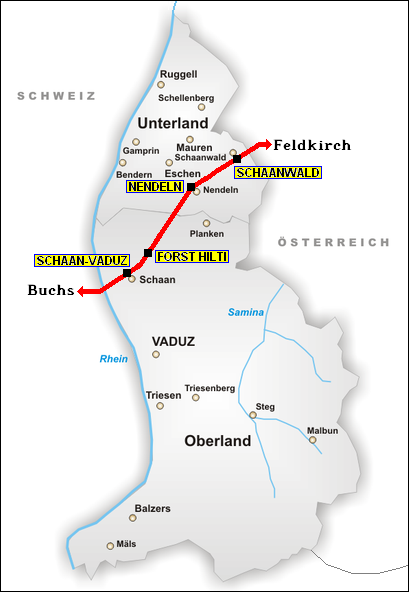
Mappa del Liechtenstein con la linea ferroviaria e le 4 stazioni

Ci sono 4 stazioni:
- Schaan-Vaduz
- Forst Hilti
- Nendeln
- Schaanwald

## Servizio ferroviario
I treni a lunga percorrenza che utilizzano la linea non effettuano fermate nelle stazioni del Liechtenstein. Soltanto i servizi regionali effettuano fermate.
Dalla stazione ferroviaria della città svizzera di Sargans esiste un trasporto autobus fino a Vaduz.

## Ferrovie nelle stazioni confinanti
- Stesso scartamento
  -  Austria — stesso voltaggio 15 kV AC
  -  Svizzera — stesso voltaggio 15 kV AC